# Cnemisticta latilobata
Cnemisticta latilobata är en trollsländeart som beskrevs av Donnelly 1993. Cnemisticta latilobata ingår i släktet Cnemisticta och familjen Isostictidae. Inga underarter finns listade i Catalogue of Life.